# 相鐵控股

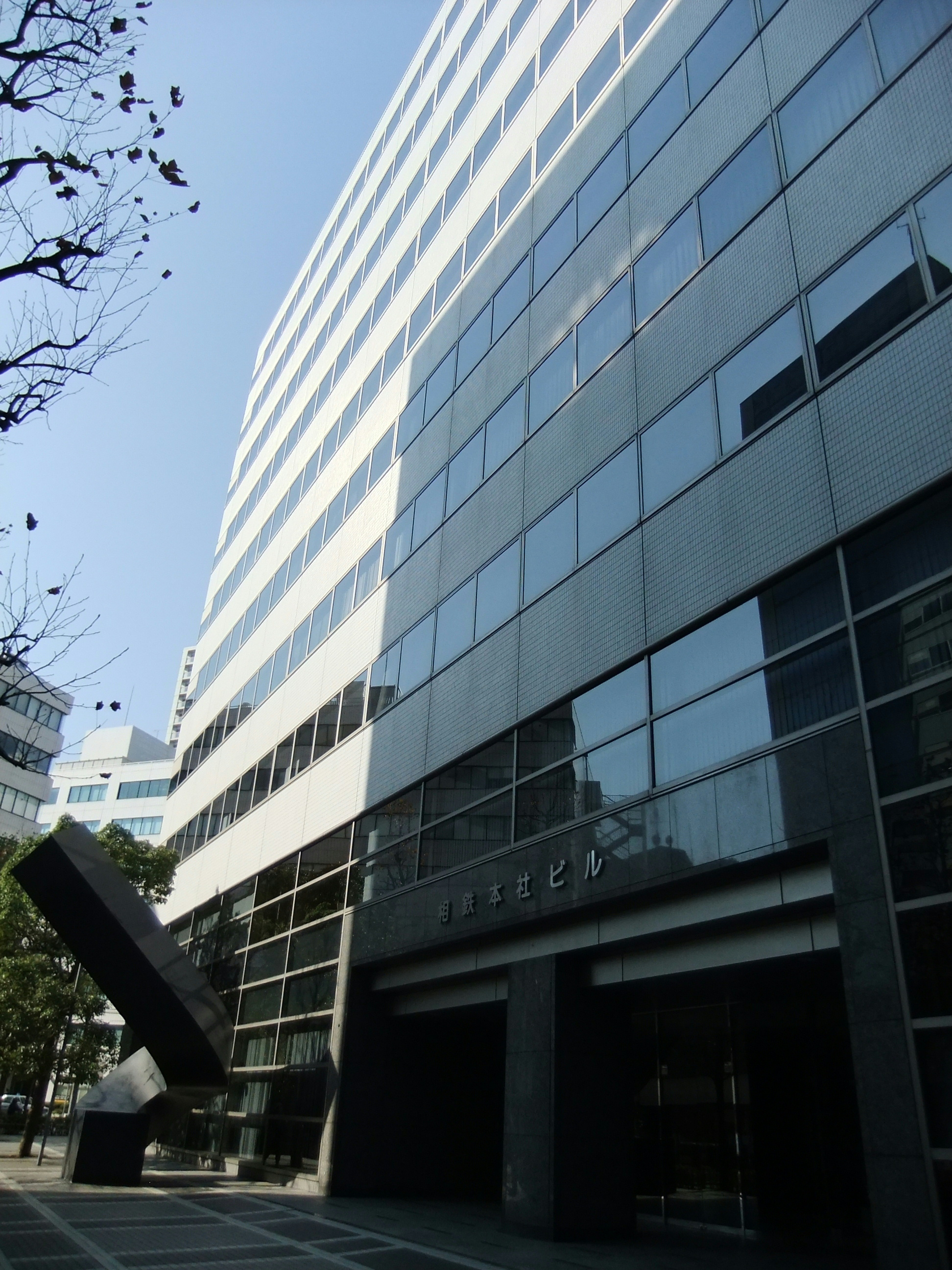

相鐵控股株式會社（日语：相鉄ホールディングス株式会社）是日本的一家控股公司，管理以相模鐵道為中心的相鐵集團。相鐵控股成立於2009年9月，由相模鐵道株式會社更名設立，總部位於神奈川縣橫濱市西區北幸二丁目。相鐵控股在日本國外運營有飯店。

## 外部連結
- 相鉄グループ （页面存档备份，存于）